# کائه
کائه (انگلیسی: CAE Inc.) شرکت هوافضای کانادایی است، که در سال ۱۹۴۷ تأسیس شد.